# Trigonospila prasius
Trigonospila prasius là một loài ruồi trong họ Tachinidae.